# Wilhelmus Wulfingh
Wilhelmus Antonius Ferdinand Wulfingh, CSSR (ur. 30 maja 1839 r. w ’s-Hertogenbosch, zm. 5 kwietnia 1906 r.) – holenderski ksiądz katolicki, biskup, wikariusz apostolski Gujany Holenderskiej od 1889 r.

## Życiorys
Urodził się w 1839 r. w ’s-Hertogenbosch w rodzinie katolickiej. W 1862 r. zdecydował się wstąpić do zakonu redemptorystów, podejmując studia teologiczne i uzyskując stopień magistra. 1 października 1867 r. otrzymał święcenia kapłańskie w Wittem.
Pracował początkowo na terenie Holandii, zostając rektorem klasztoru redemptorystów na Keizergracht w Amsterdamie. W 1888 r. został skierowany do Gujany Holenderskiej jako misjonarz. 6 czerwca 1889 r. został mianowany przez papieża Leona XIII wikariuszem apostolskim tamtejszej wspólnoty katolickiej oraz biskupem tytularnym Cambysopolis. Po powrocie do ojczyzny został 15 grudnia 1889 r. konsekrowany biskupem. przez arcybiskupów: Adrianusa Godschalka i Petrusa Matthiasa Snickersa. Następnie wrócił do holenderskiej kolonii. 
Za jego rządów w wikariacie apostolskim Gujany Holenderskiej doszło do rozwoju tamtejszego Kościoła. Sprowadził tam siostry zakonne ze Zgromadzenia Sióstr Miłosierdzia z Tilburgu, które zajęły się opieką nad chorymi, w tym trędowatymi, kontynuując dzieło zmarłego kilka lat wcześniej Petera Dondersa. Przyczyniły się one również do rozwoju szkolnictwa katolickiego.
W 1904 r. biskup zachorował z powodu niekorzystnego dla jego zdrowia klimatu. W związku z tym w październiku 1905 powrócił do Holandii, gdzie przeszedł kurację. Po jej odbyciu z powrotem udał się w podróż powrotną do Paramaribo. Nie było jednak dane mu dotrzeć do celu, ponieważ zmarł na statku 5 kwietnia 1906 r. Został pochowany w Paramaribo. W czasie jego siedemnastu lat rządów w wikariacie wybudowano 37 nowych kościołów, 11 kaplic, 6 szkół oraz rozpoczęto wydawanie tygodnika katolickiego.